# 립톤

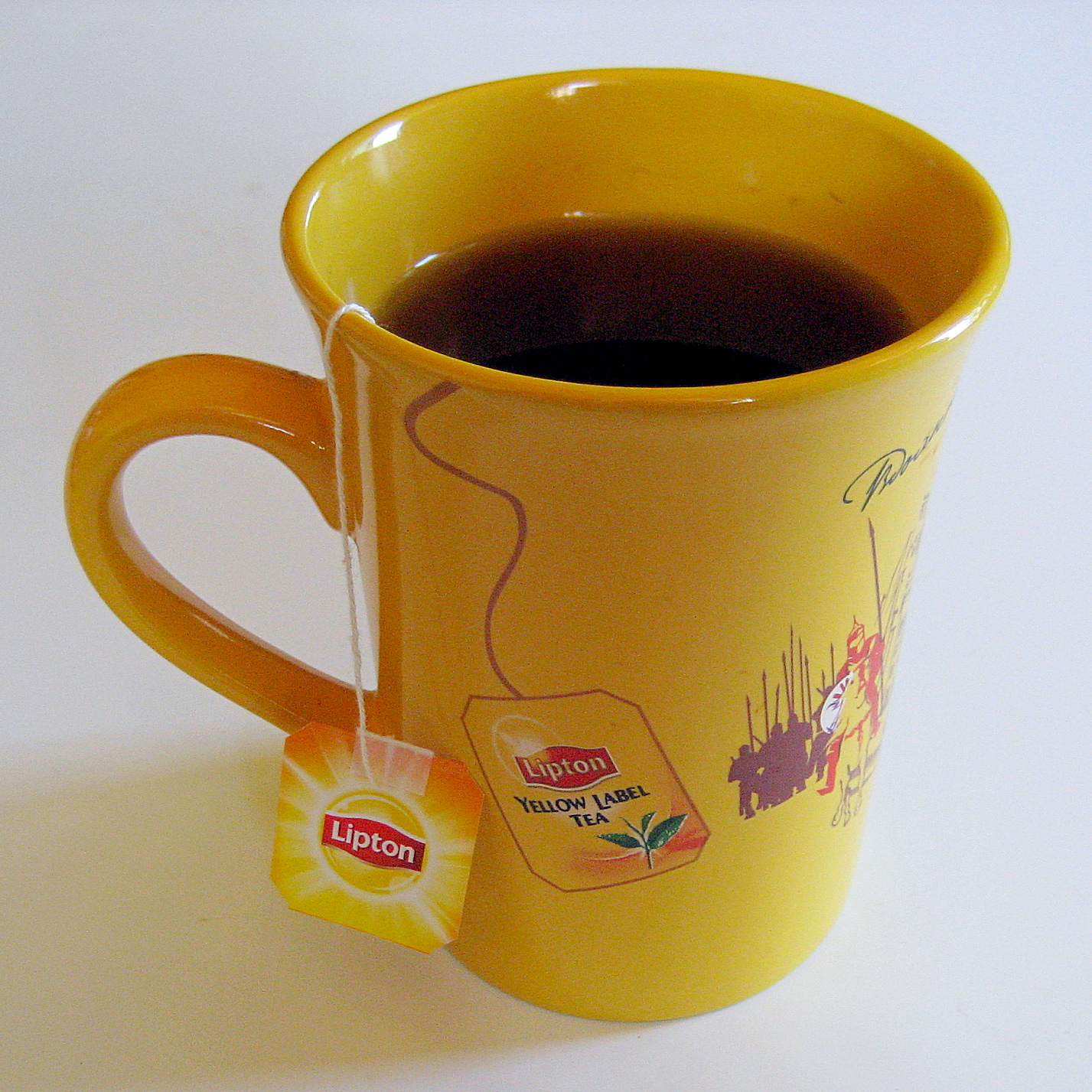
립톤

립톤(Lipton)은 유니레버가 제조생산하여 세계적으로 가장 잘 알려지고 가장 많이 팔리는 찻잎과 차 음료 브랜드 중 하나이다. 또한 음료시장에서는 펩시코와 합작하여 설립한 펩시 립톤 인터내셔널이라는 신규기업명으로 생산하고 있다. 대한민국에서는 스틱음료부분은 유니레버 코리아가 수입판매하였고 캔음료부분은 2011년 롯데칠성음료가 계약을 맺고 독점 생산·판매하는 브랜드로 현재 ‘복숭아 아이스티’, ‘녹차’, ‘망고 패션푸르트’, '밀크티' 총 4종이 판매되고 있다. 2013년 5월 2일에는 키자니아 서울 내에 '티 카페' 체험관을 오픈하였다.

## 같이 보기
- 트와이닝스